# Herman’s Hermits
Herman’s Hermits — британская рок-группа 1960-х годов, первоначально созданная в Манчестере в 1963 году под названием Herman & The Hermits. Будучи частью «британского вторжения», они в качестве своей «торговой марки» имели простой, безопасный и ясно очерченный образ «пареньков, живущих по соседству», сделавший их более лёгкими для прослушивания и доступными по сравнению с другими участниками «британского вторжения».

## Состав
- Питер Нун (англ. Peter Noone) — фронтмен, главный вокал, гитара
- Кит Хопвуд (англ. Keith Hopwood) — ритм-гитара, вокал
- Карл Грин (Karl Green) — бас-гитара, вокал
- Алан Ригли (Alan Wrigley) — бас-гитара, вокал
- Стив Титтерингтон (Steve Titterington) — ударные

## Альбомы
- 1965 — Introducing Herman’s Hermits
- 1965 — Herman’s Hermits On Tour
- 1965 (декабрь) — The Best of Herman’s Hermits
- 1965 — Hold On!
- 1966 — Both Sides of Herman’s Hermits
- 1966 — The Best Of Herman’s Hermits, Volume 2
- 1967 — There’s a Kind of Hush All Over the World
- 1967 — Blaze
- 1967 — The Best Of Herman’s Hermits, Volume III
- 1967 — Mrs. Brown, You’ve Got a Lovely Daughter
- 1971 — The Most of Herman’s Hermits
- 1972 — The Most of Herman’s Hermits Volume 2
- - Медиафайлы на Викискладе